# Melchor Rodríguez García
Pour les articles homonymes, voir Rodriguez et Garcia.
Melchor Rodríguez García (Seville 1893 - Madrid 1972), surnommé « El Ángel rojo » (l'ange rouge) est un matador débutant, ouvrier dans la carrosserie, activiste libertaire et humaniste, militant anarcho-syndicaliste affilié à la Confédération nationale du travail et à la Fédération anarchiste ibérique, dont il devient une figure notoire.
Pendant la guerre d'Espagne, en novembre et décembre 1936 à Madrid, nommé Délégué spécial aux prisons par le ministre anarchiste de la Justice Juan García Oliver, il met fin aux exécutions sommaires (Sacas de presos, Massacres de Paracuellos),,.
En pleine Terreur rouge, il sauve des milliers de vies au nom de sa devise : « On peut mourir pour des idées, mais on ne doit jamais tuer pour des idées ».

## Biographie
Fils d’une famille modeste, il est orphelin de père à l’âge de 10 ans et commence à travailler très jeune dans des ateliers de chaudronnerie et d’ébénisterie de Séville.
Parallèlement, il tente sa chance dans le monde de la tauromachie où il atteint le rang de novillero (matador débutant). À la suite de nombreuses blessures, il doit abandonner cette voie.

### Le militant anarcho-syndicaliste
Son activisme dans le syndicalisme libertaire l'expose à des poursuites judiciaires et il doit émigrer à Madrid au début des années 1920 où il travaille comme carrossier.
Il est incarcéré une trentaine de fois sous la Dictature de Primo de Rivera et au début de la Seconde République espagnole.
Il est choqué par les conditions de détention et entre deux incarcérations, milite pour l'amélioration de celles-ci, non seulement pour ses camarades anarchistes mais pour tous les prisonniers.

### Pendant la guerre d'Espagne
Après le Soulèvement nationaliste des 17 et 18 juillet 1936 en Espagne, il est consterné par les massacres qui commencent dans le camp républicain.
Avec d'autres membres du groupe Los Libertos (dont il est parmi les fondateurs avec Celedonio Pérez (ca)), il organise la réquisition d'un palais où ils cachent 1200 personnes au total, des religieux ou de potentielles victimes de la « terreur rouge » (militaires, patrons, etc). Il fournit des sauf-conduits qui leur permettent de sauver leurs vies,.
Le 8 novembre, à sa demande, il est nommé Délégué spécial aux prisons de la Seconde république, par le ministre anarchiste Juan García Oliver, nomination confirmée le 4 décembre, poste qu’il occupe jusqu’en mars 1937. Grâce à cette fonction, il met fin aux arrestations et aux fusillades sommaires à Madrid.

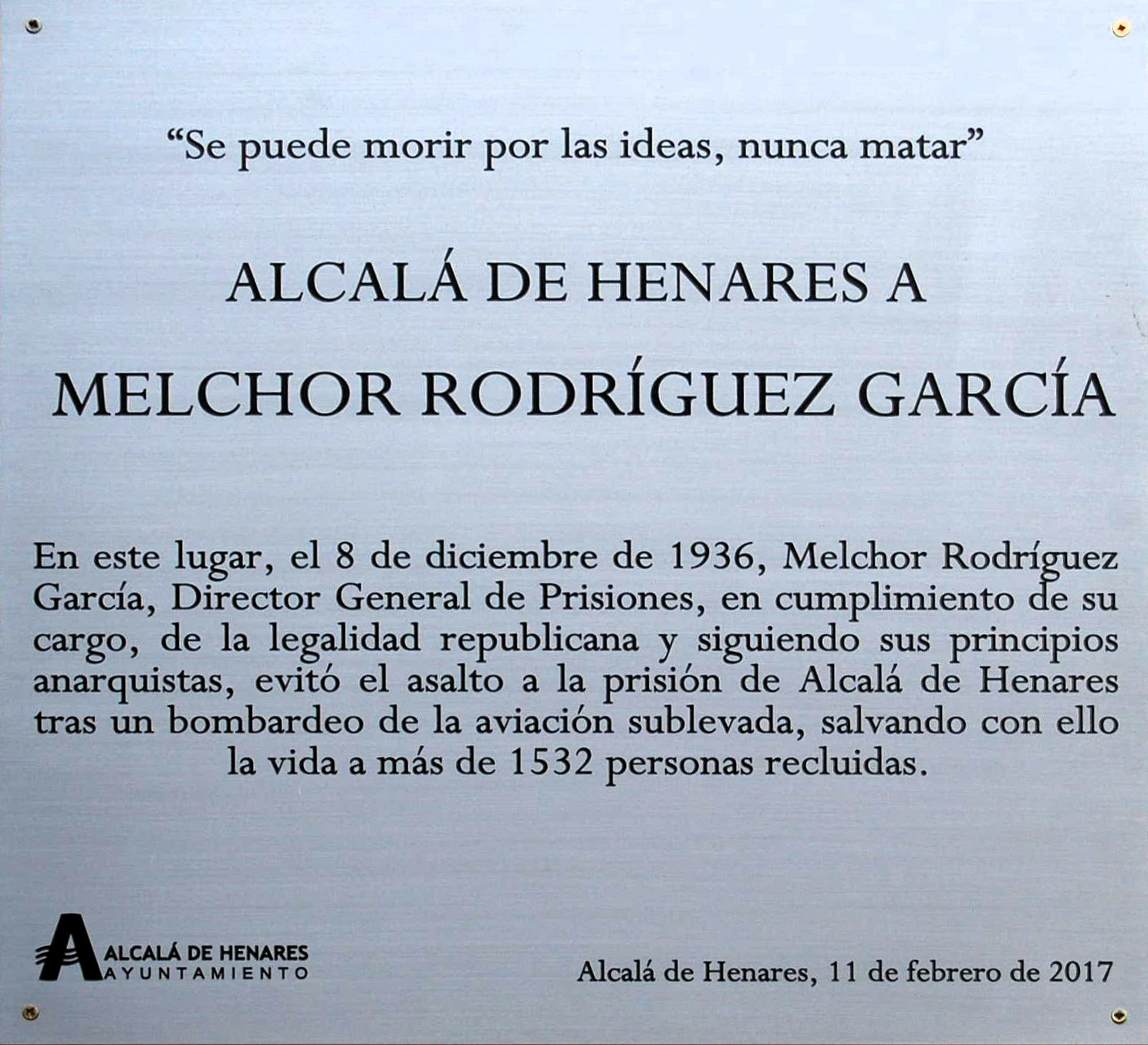
Plaque commémorative de Melchor Rodríguez en tant que sauveur de 1532 prisonniers à Alcalá de Henares

Pacifiste et humaniste fervent, il sauve des milliers de personnes parmi ses adversaires idéologiques. Le 6 décembre 1936, il s’oppose notamment à la foule venue pour se venger d’un bombardement franquiste sur Alcalá de Henares et préserve la vie des 1532 prisonniers franquistes qui y sont enfermés.
Il tente de réformer le système pénitentiaire et contribue notoirement à l'amélioration de la condition pénitentiaire dans les prisons madrilènes, au point que certains détenus le surnomment « El Ángel rojo ».
Il est, de facto le dernier maire républicain de Madrid et reçoit la demande, le 28 février 1939 du colonel Segismundo Casado et de Julián Besteiro du Conseil national de défense, de livrer l’hôtel de ville aux troupes nationalistes victorieuses. Il préside la transmission de pouvoirs pendant deux jours.

### Soutien aux prisonniers politiques
À la fin de la guerre civile, fait prisonnier, il est condamné à mort mais les nombreuses interventions en sa faveur d’anciens prisonniers franquistes, entraînent la commutation de sa peine en celle de 20 ans de prison par un conseil de guerre,.
Après cinq ans à la prison de El Puerto de Santa María (Province de Cadix), il est mis en liberté provisoire.
Le dictature franquiste lui propose alors d'occuper un poste dans l’organisation syndicale du régime. Il refuse et demeure fidèle à ses convictions libertaires.
Toujours militant de la CNT, son activité anarcho-syndicaliste dans la clandestinité lui vaut 34 arrestations. Il poursuit son activisme en faveur des prisonniers politiques et est l’un des plus solides soutiens du Comité National Enric Marco Nadal (ca). Il est condamné, le 14 avril 1948, à un an de prison pour avoir introduit des publications de la CNT à la prison de Alcalá de Henares.
Libéré en août 1948, il continue de militer jusqu’à la fin des années 1960.
En juillet 1965, il s’oppose au Cincopuntismo (es) qui vise à réaliser des accords entre certains secteurs de la CNT et les syndicats verticaux soumis à la dictature.
Il meurt le 14 février 1972. Lors de son enterrement, au cimetière, se retrouvent, des personnalités de la dictature et des militants anarchistes. C'est le seul épisode pendant la dictature en Espagne, où un militant est enterré avec un drapeau anarchiste.

## Citation
« On peut mourir pour des idées, mais on ne doit jamais tuer pour des idées ». Pour Melchor Rodríguez García, il y a des valeurs au dessus des idées : l'existence humaine, et c'est dans son idéal libertaire qu'il trouve son inspiration, sa raison d'exister.
Son biographe Alfonso Domingo estime le nombre de personnes qu'il sauve à environ 11000, un cas unique dans l'histoire, car si sous le nazisme il y eut beaucoup de héros qui courageusement sauvèrent des juifs, lui sauvait ses ennemis idéologiques, et d'une façon collective, par idéal.

## Postérité
- Une rue de Séville porte son nom[5].
- En 2016, la municipalité de Madrid présidée par la Manuela Carmena, sur proposition du groupe municipal Ciudadanos, donne son nom à une rue de Madrid.

## Publications
Il collabore à un grand nombre de titres de la presse libertaire dont CNT, La Tierra, Solidaridad Obrera, Campo Libre, Castilla Libre, Crisol, etc.

### Sources et bibliographie
- Dictionnaire des guérilleros et résistants antifranquistes : notice biographique.
- Toni Cardona, « Melchor Rodriguez Garcia, l'honneur de l'anarchisme », Club de Mediapart,‎ 11 janvier 2017 (lire en ligne).
- (ca) Estel Negre : notice biographique.
- (es) Miguel Iñiguez, Esbozo de una Enciclopedia histórica del anarquismo español, Fundación de Estudios Libertarios Anselmo Lorenzo, Madrid, 2001, page 522.
- (es) Alfonso Domingo, El Ángel Rojo, Cordoue, Almuzara, 2009,  (ISBN 9788492573639).

### Iconographie
- « Melchor Rodríguez García », sur gettyimages.fr.